# Байкальські неолітичні культури
Байкальські неолітичні культури — археологічні культури, які починалися у початку 2-го тисячоліття до н. е. на території Прибайкалля — поділяються на 4 етапи: Хінський (перехідний від мезоліту, 5-е тисячоліття до н. е.), Ісаковський (4-е тисячоліття до н. е.), Сєровський (перша половина 3-го тисячоліття до н. е.) і Кітойський (друга половина 3-го тисячоліття до н. е.). При розкопках пам'яток цих культур знайдено сланцеві наконечники стріл, тесла, кістяні знаряддя, гостродонний глиняний посуд з відбитками плетеної сітки, скульптурні зображення риб, лосів та антропоморфні фігурки. Особливий інтерес представляють наскельні зображення (перша половина 3-го тисячоліття до н. е.). Носіями цих культур були племена лісових мисливців та рибалок.